# George Eastham
George Eastham (Blackpool, 1936. szeptember 23. – 2024. december 20.) világbajnok angol válogatott labdarúgó.

## Pályafutása
1953 és 1956 között az Ards, 1956 és 1960 között a Newcastle United, 1960 és 1966 között az Arsenal, 1966 és 1973 között a Stoke City labdarúgója volt.
1962 és 1966 között 19 alkalommal szerepelt az angol válogatottban és két gólt szerzett. Részt vett az 1962-es és az 1966-os világbajnokságon. 1966-ban világbajnok lett a csapattal.
1977–78-ban a Stoke City vezetőedzőjeként tevékenykedett.

## Sikerei, díjai
Anglia
- Világbajnok (1): 1966